# Comuna Lipovljani, Sisak-Moslavina
Lipovljani este o comună în cantonul Sisak-Moslavina, Croația, având o populație de 3.455 de locuitori (2011).

## Demografie
Componența etnică a comunei Lipovljani
     Croați (87,47%)
     Ucraineni (4,28%)
     Slovaci (3,07%)
     Cehi (2,55%)
     Necunoscut (0,17%)
     Neclasificat (2,23%)
Componența confesională a comunei Lipovljani
     Catolici (95,86%)
     Ortodocși (1,3%)
     Necunoscută (1,13%)
     Alte religii (1,71%)
Conform recensământului din 2011, comuna Lipovljani avea 3.455 de locuitori. Din punct de vedere etnic, majoritatea locuitorilor (87,47%) erau croați, existând și minorități de ucraineni (4,28%), slovaci (3,07%) și cehi (2,55%). Apartenența etnică nu este cunoscută în cazul a 0,17% din locuitori. Din punct de vedere confesional, majoritatea locuitorilor (95,86%) erau catolici, cu o minoritate de ortodocși (1,3%). Pentru 1,13% din locuitori nu este cunoscută apartenența confesională.